# Ruberth Morán
Dickson Ruberth Morán Puelo (ur. 11 sierpnia 1973 w Méridzie) – wenezuelski piłkarz występujący na pozycji napastnika.

## Kariera klubowa
Morán karierę rozpoczynał w 1993 roku w zespole Estudiantes Mérida. Po 1,5 roku spędzonym w tym klubie, odszedł do drużyny Minervén. Pół roku później wrócił jednak do Estudiantes Mérida. W 1996 roku przeszedł do Atlético Zulia. W 1997 roku wywalczył z nim wicemistrzostwo Wenezueli oraz Puchar Wenezueli, a w 1998 roku mistrzostwo Wenezueli.
Na początku 1999 roku Morán ponownie trafił do Estudiantes. W tym samym roku z 6 golami na koncie wraz z Gauchinho, Fernando Baiano, Víctorem Bonillą oraz Rubénem Sosą został królem strzelców Copa Libertadores. W styczniu 2000 roku podpisał kontrakt z hiszpańskim zespołem Córdoba CF z Segunda División. Przez rok rozegrał tam 11 spotkań.
W 2001 roku Morán wrócił do Wenezueli, gdzie został graczem drużyny ItalChacao. Następnie grał w Estudiantes Mérida, Deportivo Táchira, UA Maracaibo, kolumbjskim Atlético Bucaramanga, argentyńskim Argentinos Juniors oraz po raz kolejny Estudiantes Mérida.
W 2006 roku Morán przeszedł do norweskiego Odds BK z Tippeligaen. W jego barwach nie zagrał jednak ani razu. W tym samym roku odszedł do kolumbijskiego Cúcuta Deportivo. W sezonie 2006 wywalczył z nim mistrzostwo fazy Finalización Categoría Primera A. W 2007 roku ponownie trafił do Deportivo Táchira. W 2008 roku zdobył z nim mistrzostwo Wenezueli. Po tym sukcesie przeniósł się do Estudiantes Mérida, gdzie w 2009 roku zakończył karierę.

## Kariera reprezentacyjna
W reprezentacji Wenezueli Morán zadebiutował w 1996 roku. W 1999 roku znalazł się w drużynie na Copa América. Na tamtym turnieju, zakończonym przez Wenezuelę na fazie grupowej, wystąpił tylko w spotkaniach z Brazylią (0:7), Chile (0:3) oraz Meksykiem (1:3).
W 2004 roku ponownie został powołany do kadry na Copa América. Zagrał na nim w meczach z Kolumbią (0:1), Peru (1:3) oraz Boliwią (1:1, gol). Wenezuela zaś zakończyła tamten turniej na fazie grupowej.
W latach 1996–2007 w drużynie narodowej Morán rozegrał łącznie 65 spotkań i zdobył 14 bramek.